# Sansan (Megalopolis)

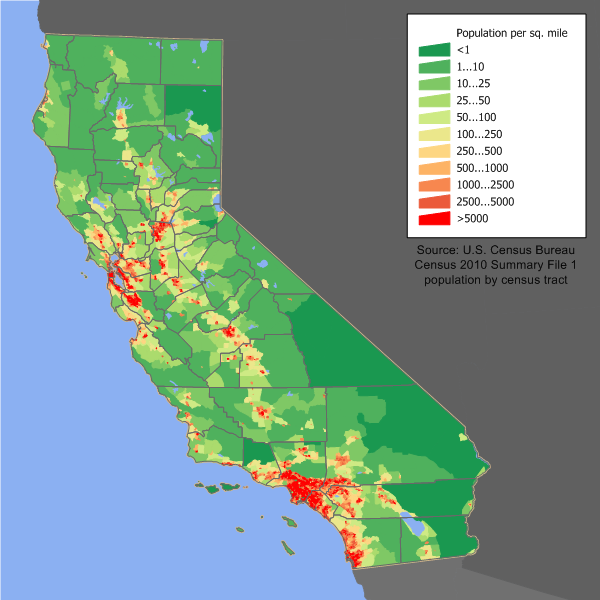
Bevölkerungsdichte in Kalifornien. Die dunkelroten Flächen und ihre nächste Umgebung stellen in etwa die Megalopolis Sansan dar.

Die Megalopolis Sansan ist eine Bezeichnung für ein wissenschaftliches Konstrukt einer Kette von Metropolregionen im westlichen Kalifornien entlang der Küste von San Francisco bis San Diego. Der Name ist als Kunstwort aus den Namen der beiden Städte zusammengesetzt. Im englischen Sprachgebrauch herrscht Binnengroßschreibung der Silben in den Namen der US-amerikanischen Megalopolen vor (SanSan, BosWash und ChiPitts). Im deutschsprachigen Kontext wird in der Regel jedoch nur der erste Buchstabe groß geschrieben. Sansan umfasst den größten Teil der Bevölkerung Kaliforniens einschließlich der Greater Los Angeles Area, in der etwa ein Drittel der gesamten Einwohner dieses Bundesstaates leben.
Der Begriff wurde, wie auch das ebenfalls nicht klar umrissene Chipitts, 1961 von dem französischen Geographen Jean Gottmann geprägt. Während „Sansan“ kaum in den allgemeinen Sprachgebrauch gelangte – teilweise weil kein ausreichend triftiger Grund besteht, Sansan von Kalifornien als Ganzes zu unterscheiden und somit einen neuen Begriff zu etablieren – hielt Gottmanns Wortschöpfung „Boswash“ (die älteste und größte Megalopolis) allerdings Einzug in den Sprachgebrauch.
Die Tehachapi Mountains stellen eine natürliche Grenze zwischen Südkalifornien und dem eher dünn besiedelten Zentralkalifornien dar. Ausgedehnte ländliche Gebiete zwischen den beiden Eckpunkten von Sansan schwächen die These einer einzigen zusammenhängenden Megalopolis ab. Die aktuellen Tendenzen der Urbanisierung in Kalifornien betreffen nicht die Küste selbst und nicht einmal die ersten Reihen küstennaher Täler, sondern eher die geografische Mitte des Staates im Kalifornischen Längstal und den nahegelegenen Tälern. Zwischen den Städten direkt an der Küste liegen nach wie vor große Entfernungen. Autoren wie Gottmann und Reed hatten in den frühen 1960er Jahren dagegen noch mit einer weitgehenden Schließung der Besiedlungslücken zwischen den Regionen San Francisco und Los Angeles entlang der Küste bis etwa zum Jahr 2020 gerechnet.
Ein Thesenpapier des Virginia Polytechnic Institute and State University von 2005 versucht Gottmanns Konstrukt anhand der aktuellen Trends weiterzuentwickeln. Hier werden statt der Megalopolis Sansan zwei megapolitan areas (Agglomerationsstufe zwischen Metropolregion und Megalopolis) definiert: „NorCal“ in Nordkalifornien und „Southland“ in Südkalifornien. Beide Begriffe existierten bereits zuvor in den jeweiligen Regionen.

## Bedeutende Städte in der Megalopolis Sansan
- Los Angeles
- San Diego
- San Jose
- San Francisco
- Fresno
- Long Beach
- Sacramento
- Oakland
- Santa Ana
- Anaheim
- Riverside
- Stockton
- Bakersfield
- Palmdale
- Modesto
- Oxnard
- San Bernardino
- Chula Vista
- Irvine
- Salinas
- Pasadena
- Visalia
- Santa Barbara